# Władysław Wysocki
Pour les articles homonymes, voir Wysocki.
Władysław Wysocki (né le 8 avril 1908 à Bielsk Podlaski alors en Empire russe, aujourd'hui en Pologne - mort au combat le 12 octobre 1943 à Lenino en Union soviétique) est un capitaine de l'armée polonaise, héros de l'Union soviétique.

## Biographie
Après avoir terminé ses études secondaires, Wysocki entre à l'École des aspirants. Le 15 août 1931, il est nommé sous-lieutenant par le président de la République Ignacy Mościcki, ensuite, il incorpore le 42e régiment d'infanterie à Białystok et le 1er septembre de la même année il devient chef de peloton,.
Le 22 février 1934, il est promu lieutenant. Deux ans plus tard, il est transféré au 77e régiment d'infanterie à Lida. En 1938, il devient commandant d'une compagnie de mitrailleuses.
Pendant la campagne de Pologne, il combat au sein de son régiment, entre autres près de Piotrków Trybunalski. Après la capitulation, il revient à Bielsk Podlaski où en décembre 1939 il est arrêté par les Soviétiques et envoyé dans un camp d'internement.
En 1943 il s'engage dans l'Armée polonaise de l'Est grâce aux accords Sikorski-Maïski. Promu au grade de capitaine, il est fait commandant d'une batterie de mortiers au 1er régiment d'infanterie.
Lors de la bataille de Lenino, il remplace le commandant du 3e bataillon, mort au combat. Le 12 octobre 1943, le capitaine Wysocki est mortellement blessé en défendant l'école de Trygubova.

## Décorations
- Croix d'argent de l'Ordre militaire de Virtuti Militari
- Ordre de Lénine
- Étoile d'or de héros de l'Union soviétique

## Postérité
- Le 4 octobre 1973, le 1er régiment mécanisé reçoit le nom de Władysław Wysocki[4].
- Une rue, ainsi qu'une école de Bielsk Podlaski portent le nom de Władysław Wysocki[5].